# たて・ケンタウルス腕

銀河系の渦状腕の概略

たて・ケンタウルス腕（たて・ケンタウルスわん、Scutum-Centaurus Arm）は、銀河系の銀河核から放射状に長くカーブして伸びる渦状腕の1つである。銀河系は棒渦巻銀河に分類され、渦状腕を持つ。たて・ケンタウルス腕は、銀河系の2つの大きな渦状腕の1つであり、いて・りゅうこつ腕と、もう1つの大きな渦状腕であるペルセウス腕の間に位置する。たて・ケンタウルス腕の銀河核に近い部分はたて腕と呼ばれ、徐々にケンタウルス腕になる。
たて・ケンタウルス腕が銀河核と接続する領域は、星形成に富む。2006年に、14個の赤色巨星を含む新しい恒星の大きな星団が発見され、RSGC1と名付けられた。2007年には、RSGC1からわずか数百光年の位置に、約5万個の新しい恒星からなる星団が発見され、RSGC2と名付けられた。この星団は、生まれてからまだ2000万年も経っていないと考えられ、26個の赤色巨星を含み、既知のこのような星団では最も大きなものである。この領域には、他にRSGC3やRSGC4（アリカンテ8）という星団もある。